# Strange Darling
Strange Darling is een Amerikaanse thriller uit 2023, geschreven en geregisseerd door JT Mollner. De hoofdrollen worden vertolkt door Willa Fitzgerald, Kyle Gallner, Barbara Hershey en Ed Begley jr.
De film speelt zich af in het afgezonderde Oregon en richt zich op een man en vrouw die een onenightstand hebben die ontaardt in een dodelijk kat-en-muisspel. Het verhaal is verdeeld in zes hoofdstukken die in niet-lineaire volgorde zijn gerangschikt. Deze hoofdstukken worden gepresenteerd als een dramatisering van het hoogtepunt van de jarenlange moordpartij van een seriemoordenaar in het westen van de Verenigde Staten.

## Verhaal
In het afgelegen Hood River County, Oregon, ontmoet een vrouw ("de Dame") een man ("de Demoon") en de twee gaan naar een plaatselijk motel voor een one-nightstand. Voordat ze een kamer huurt, legt de Dame aan de Demoon uit welke risico's vrouwen lopen als ze zich aan dergelijk gedrag schuldig maken. Ook laat ze hem antwoorden op de vraag of hij een seriemoordenaar is. Nadat hij nee zegt, stemt de Dame ermee in om door te gaan en vraagt ze haar en de Demon om een hyperrealistisch sadomasochistisch rollenspel te spelen waarin hij zich voordoet als een moordenaar en zij als zijn slachtoffer. Na urenlang rollenspel eist de Dame dat de twee cocaïne gebruiken voordat ze seks hebben. De Demoon stemt hiermee in. Wanneer de Dame zich koeltjes gedraagt en de Demoon geen seks gunt, onthult ze dat ze hem in feite ketamine heeft toegediend, waardoor hij ernstig verdoofd raakt.
De Dame, zelf een productieve seriemoordenaar, door de media 'de Elektrische Dame' genoemd, kerft de initialen van haar bijnaam in de borst van de Demon. Terwijl ze zijn spullen doorzoekt, ontdekt ze een politiebadge, waaruit blijkt dat hij een politieagent is. De Dame bereidt zich voor om de Demon dood te steken, maar hij herwint zijn krachten en slaagt erin zijn verborgen pistool te pakken en haar oor eraf te schieten. De dame steekt de receptionist van het motel dood, en vlucht daarna weg in een gestolen auto. Ze wordt achtervolgd door de Demoon in zijn truck. Op een landweggetje schiet hij op het voertuig, waardoor ze crasht en te voet de bossen in vlucht.
De dame stuit op de boerderij van twee excentrieke hippies, Frederick en Genevieve, die haar in huis nemen. Terwijl Genevieve medicijnen voor de Dame gaat halen, probeert Frederick de politie te bellen, maar de Dame doodt hem en dwingt Genevieve naar buiten te gaan. De Demoon arriveert op het terrein met zijn geweer. Genevieve grijpt haar kans en vlucht het bos in, terwijl de Dame zich terugtrekt in de boerderij en zich verstopt in een diepvrieskist. Uiteindelijk vindt de Demoon haar, schiet haar in haar arm en boeit haar vast aan de diepvrieskist. Daarna roept hij zijn collega-sheriff Pete en zijn plaatsvervanger Gale om hulp. De dame vertelt de demon dat ze altijd had gehoopt te sterven zoals Gary Gilmore, en bekent met tranen in haar ogen dat ze tijdens hun eerdere seksuele ontmoeting een vluchtig moment van ware liefde voor hem voelde. Vervolgens spuit ze hem in met een busje berenspray van Genevieve. Er ontstaat een gevecht waarbij de Dame in de nek van de Demoon bijt en zijn halsslagader scheurt, waardoor hij doodbloedt. Terwijl hij sterft, steelt ze zijn verborgen pistool.
Pete en Gale komen bij het huis aan en vinden de Dame geboeid en met haar broek naar beneden aan in de vriezer liggen. Ze beweert dat de Demoon, die onder invloed van cocaïne was, haar heeft ontvoerd en meegenomen naar de boerderij om haar te verkrachten en te vermoorden, zonder dat hij wist dat het huis bewoond was. Pete is sceptisch over de plaats delict en dringt erop aan dat de moordbrigade onderzoek doet voordat ze haar bevrijden, maar Gale overtuigt hem ervan dat de dame onmiddellijk medische hulp moet krijgen. Terwijl de agenten de dame in de auto naar de stad begeleiden, verschijnt Genevieve langs de weg en houdt hen aan, maar de Dame schiet haar neer voordat ze kan uitleggen wat er is gebeurd. Vervolgens dwingt de dame Gale en Pete om haar hun wapens te geven, waarna ze Gale uit de auto beveelt. Pete rijdt de Dame nog een stukje verder de weg op, voordat ze hem laat stoppen zodat ze haar volgende zet kan overwegen. Als Pete haar vraagt waarom ze moordt, vertelt ze hem dat ze soms "geen mensen ziet, alleen duivels", waarna ze hem door zijn hoofd schiet.
De Dame struikelt een eindje verderop, maar een andere vrouw, die in een vrachtwagen rijdt, pikt haar op. Wanneer de dame haar pistool trekt, schiet de chauffeur terug en schiet op de Dame. De bestuurder belt de politie vanaf haar mobiele telefoon en legt uit dat ze zojuist een vreemde heeft neergeschoten uit zelfverdediging en dat ze de vrouw naar het plaatselijke ziekenhuis zal brengen. Terwijl de bestuurder verder rijdt, ziet de dame hoe ze langzaam het bewustzijn verliest en sterft op de passagiersstoel.

## Rolverdeling
- Willa Fitzgerald als de Dame
- Kyle Gallner als de Demoon
- Barbara Hershey als Genevieve
- Ed Begley jr. als Frederick
- Andrew Segal als Steve
- Madisen Beaty als Gale
- Bianca Santos als Tanya
- Eugenia Kuzmina als Beth
- Steven Michael Quezada als Pete
- Denise Grayson als Libby
- Sheri Foster as de Chauffeur
- Jason Patric als True Crime Narrator (stem)
- Giovanni Ribisi als Art Pallone (stem)

## Productie
Strange Darling werd in de zomer van 2022 in Oregon opgenomen op 35 mm-film door Giovanni Ribisi, waarmee hij zijn speelfilmdebuut als cameraman maakte.

## Release en ontvangst
De film ging op 22 september 2023 in première op het Fantastic Fest in Austin, Texas, en werd in de Verenigde Staten op 23 augustus 2024 in beperkte mate in de bioscoop uitgebracht door Magenta Light Studios. De film kreeg overwegend positieve kritieken van de filmcritici, met een score van 95% op Rotten Tomatoes, gebaseerd op 140 beoordelingen.